# Piet Ouderland
Piet Ouderland (Amszterdam, 1933. március 17. – Amszterdam, 2017. szeptember 3.) válogatott holland labdarúgócsatár és kosárlabdázó.

## Pályafutása
1955 és 1964 között az Ajax labdarúgója volt, ahol két bajnoki címet és egy holland kupa győzelmet ért el a csapattal. 1964 és 1967 között az alkmaari AZ együttesében játszott. 1962-63-ban hét alkalommal szerepelt a holland válogatottban.
Kosárlabdázóként is játszott és szerepelt a holland válogatottban.

## Sikerei, díjai
AFC Ajax
- Holland bajnokság
  - bajnok: 1956–57, 1959–60
- Holland kupa
  - győztes: 1961